# Кавказская Ривьера (санаторий)
Курорт «Кавказская Ривьера» — один из старейших санаториев города Сочи, являющийся федеральным памятником архитектуры и градостроительства.

## История основания и строительство
Идея строительства комфортабельного курорта на берегу Чёрного моря, в районе посада Сочи, возникла у министра земледелия и имущественных отношений А.С. Ермолова. С данной идеей он обратился к известному московскому предпринимателю А.В. Тарнопольскому, который в свою очередь обязался построить данный курорт на собственные средства. Под строительство курорта министерством земледелия был выделен участок казенных земель (бывшего имения купца Василия Хлудова), который располагался на побережье, но не в самом посаде, а рядом с ним, на Хлудовской стороне

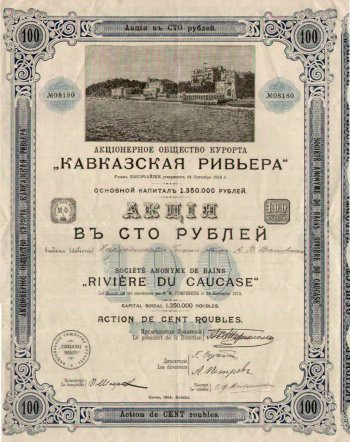
Акция курорта «Кавказская Ривьера».

Строительство санаторного комплекса началось в 1906 году. Проектировщиком, художником и исполнителем работ являлся архитектор В.А.Ион, так же им были спроектированы интерьеры санатория и дизайн мебели.

## Курорт до 1917 года
В 1913 году санаторный комплекс состоял из прекрасного парка экзотических растений, четырёх гостиниц вместимостью 250 номеров, театра на 600 мест, кафе, ресторана, имелись собственный водопровод, берущий начало из горного родника, канализация, электрическое освещение, ванны, купальни, библиотека с читальным залом, бильярдная, казино. Для любителей фотографии — тёмные комнаты. Так же при курорте был организован собственный парк автомобилей. Для прогулок в море — лодочная станция. Живой оркестр играл в ресторане во время трапезы, метрдотель владел немецким, английским и французским языками. С 1 ноября 1910 года начали проводиться лечебные процедуры. Врачебной частью заведовал доктор Генрих Владиславович Скупенский. Вел приём больных лейб-хирург Евгений Васильевич Павлов.
В связи с тем, что популярность Кавказской Ривьеры была чрезмерно велика, а на дальнейшее расширение курорта у её владельца Тарнапольского не хватало собственных средств, было принято решение организовать акционерное общество, что в дальнейшем и было сделано. Устав общества был Высочайше утвержден 24 сентября 1913 года, а 25 февраля 1914 года оно приступило к своей деятельности. Основной капитал акционерного общества «Кавказская Ривьера» составлял 1 миллион 350 тысяч рублей и был разделён на 13 500 акций, которые в свою очередь были приобретены 631 акционером.

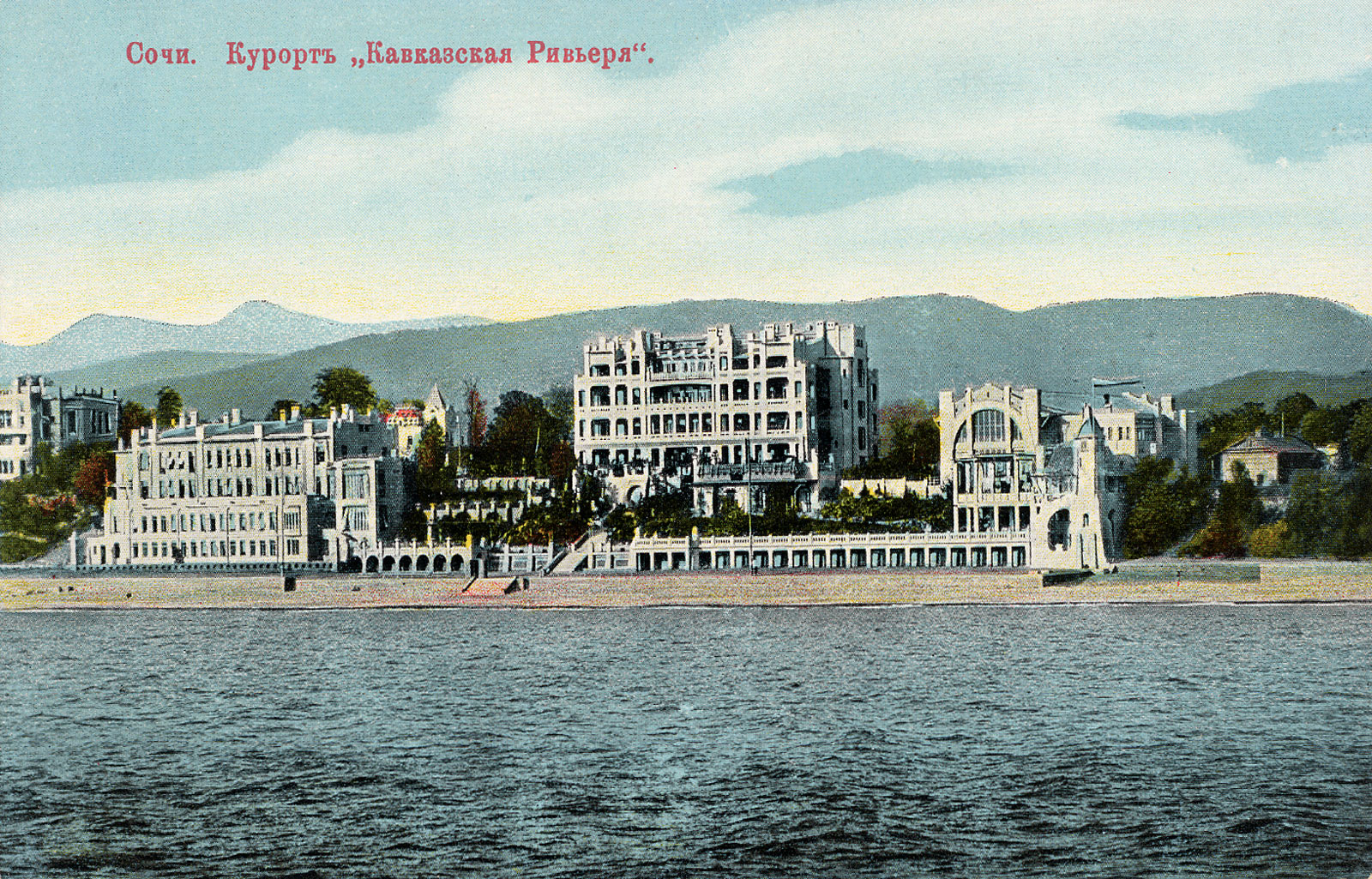
Курорт «Кавказская Ривьера».Вид с моря.

«Кавказскую Ривьеру» посещали многие представители интеллигенции своего времени, перед публикой выступали такие именитые певцы как Л. В.Собинов и Ф.И.Шаляпин. В августе 1911 года оператор киностудии братьев Пате снял фильм «Ночь в Кавказской Ривьере». В 1914 году режиссёром Евгением Бауэром в курорте снималась комедия немого кино «Приключения Лины в Сочи», так же эпизоды фильма «Умирающий лебедь» с Верой Каралли и Витольдом Полонским в ролях. В августе 1915 года в курорте останавливалась актриса Вера Холодная.
После начала Первой мировой войны, с октября 1914 года, на благотворительной основе «Кавказская Ривьера» осуществляла прием раненых:
⟨...⟩ во второй декаде сентября к правлению акционерного общества курорта «Кавказская Ривьера» обратились раненые офицеры с просьбой разрешить разместить их на курорте с целью поправления здоровья. Рассмотрев эту просьбу, правление приняло решение об удовлетворении ходатайства. В результате с октября 1914 г. до марта 1915 г. бесплатно были отведены места лицам, пострадавшим на войне и нуждающимся в теплом морском климате. Помимо этого, для постоянного медицинского наблюдения правление предоставило раненым и двух врачей ⟨...⟩ 

## Курорт после революции
В январе 1918 года, после прихода большевиков в Сочи, в помещении театра «Кавказской Ривьеры» прошёл первый окружной съезд Советов рабочих, солдатских и крестьянских депутатов. На данном съезде была провозглашена советская власть на всей территории Сочинского округа. Создан окружной революционно-исполнительный комитет во главе с большевиком с Н. Пирожковым.
После занятия города Сочи грузинскими войсками во время Сочинского конфликта, в стенах «Кавказской Ривьеры» находился штаб грузинской армии во главе с генералом Георгием Квинитадзе.
Во время Гражданской войны в курорте проживал командующий крестьянским ополчением Комитета освобождения Черноморской губернии (КОЧГ) Н.В.Воронович.
22 февраля 1920 года в помещении театра «Кавказская Ривьера» под председательством В.Н. Филлиповского - Самарина проходил чрезвычайный съезд КОЧГ. Участниками съезда стали 115 делегатов, также  велись переговоры с особоуполномоченным английского правительства генералом Коттоном.

В апреле 1920 года в «Кавказской Ривьере» проживали председатель Кубанского краевого правительства и Кубанский войсковой атаман, так же находилась редакция газеты «Вестник Кубанского краевого правительства».

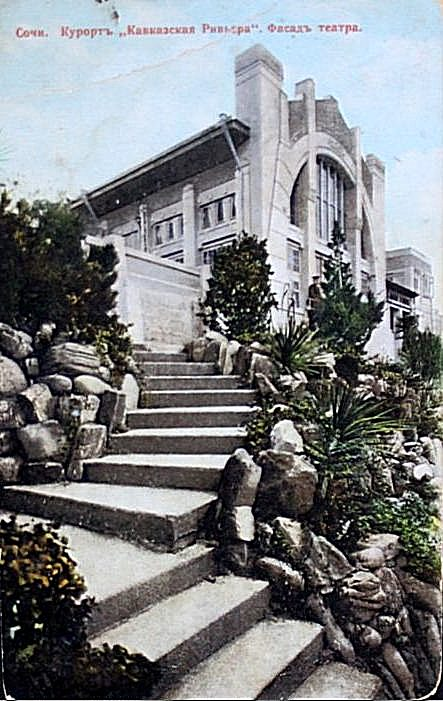
Курорт «Кавказская Ривьера».Театр.

В октябре 1920 года у реки Сочи, на берегу «Кавказская Ривьера» располагалась двухорудийная артиллерийская батарея РККА, из которой велся огонь по производящему эвакуацию отряда казаков генерала М.А.Фостикова крейсеру «Алмаз», так же данная батарея вступила в бой с подводной лодкой «Утка», из орудий которой по батарее было выпущено восемь снарядов
В феврале 1921 года в театре «Кавказской Ривьеры» перед красноармейцами 273-го Сочинского стрелкового полка выступал М.И. Калинин.
После принятия декрета СНК РСФСР от 13 мая 1921 года «О домах отдыха» в национализированном курорте «Кавказская Ривьера» открылся один из первых городских санаториев.
В июле 1929 года в санатории останавливался советский поэт В.В. Маяковский. Его посещение ознаменовалось курьезным случаем. Вернувшись в «Кавказскую Ривьеру» ночью после выступления в Гаграх он не смог попасть внутрь, по причине того, что весь служебный персонал спал. От его стука в дверь к санаторию прибыл конный милиционер охранявший находящийся невдалеке мост через реку Сочи, вместе с милиционером через окно они залезли внутрь и разбудили крепко спящего служащего. В написанной утром жалобе Маяковский назвал заведующего санатория «Ретивым завом» и предложил использовать его в качестве кладбищенского сторожа, по той причине, что на кладбище нет ночных постояльцев и можно спать спокойно.
24 августа 1929 года в полутораста метрах от пляжа «Кавказская Ривьера» в море потерпел крушение легкомоторный самолёт, вылетевший из Сочинского аэродрома. На борту самолёта находился Я.Ф. Фабрициус, который погиб при крушении.
В 1932 году произошла реорганизация санатория в гостиницу. В гостинице «Кавказская Ривьера» с 1932 по 1938 годы отдыхали многие знаменитости того времени, такие как : И.Ильф и Е. Петров, Исаак Бабель, Михаил Зощенко, Михаил Кольцов, Александр Серафимович, Евгений Шварц.

## Санаторий во время Великой Отечественной войны

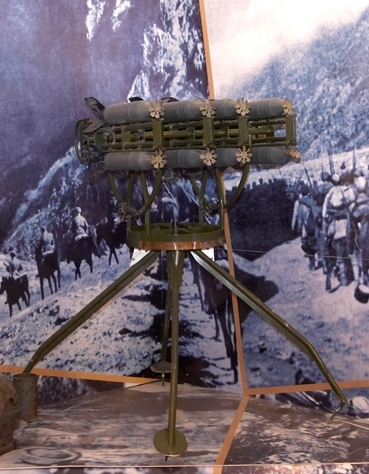
«Горная Катюша» в экспозиции Центрального музея Вооружённых сил Р.Ф.

Во время Великой Отечественной войны с 1941 по 1945 год в «Кавказской Ривьере» находился госпитальный комплекс, под номерами: №2117, №2120, №2233, №3205, под руководством доктора медицинских наук, профессора хирургии Ивана Дмитриевича Чебрикова.
В августе 1942 года в гаражных мастерских «Кавказской Ривьеры» под руководством военного инженера А. Алферова была создана первая переносная установка для запуска реактивных снарядов М-8, позже получившая название «Горная Катюша». Испытательные стрельбы проводились с территории «Кавказской Ривьеры» в море. Первые «Горные Катюши» поступили на вооружение 20-й горнострелковой дивизии и были применены в боях на Гойтхском перевале.

## Послевоенное время
После Великой Отечественной войны в «Кавказской Ривьере» снова разместился санаторий, который относился к Всесоюзному центральному совету профессиональных союзов. В 1962 году к «Кавказской Ривьере отошли корпуса находящегося рядом санатория «Лазурный берег», построенного в 1935 году по проекту архитектора Е.Б. Ефимовича. В таком виде санаторный комплекс просуществовал до 1990 годов. После распада Советского Союза санаторий был выкуплен владельцем акционерного общества «Ферейн» В.А. Брынцаловым. В 1998 году санаторий полностью закрылся. В 2003 году один из корпусов санатория был снесен посредством направленного взрыва.
Рядом с санаторием «Кавказская Ривьера» находится Курортный проспект, парк Ривьера, Ривьерский мост, здание РОПиТ., одноимённый пляж.